# Woo Ji-hyun
Woo Ji-hyun (en hangul, 우지현; Busan, 3 de junio de 1986) es un actor surcoreano, conocido por su participación en series como The Veil, Mouse, A Piece of your Mind y Estamos muertos. También ha aparecido en las películas In Between Seasons, The Witness, I Can Speak y Kim Ji-young: Born 1982.

## Vida personal
El 26 de abril de 2025 se casó en Seúl con la también actriz Lee Tae-kyung. Se habían conocido cuando rodaron juntos el cortometraje Los amantes del mañana, estrenado en 2021, y donde sus personajes formaban pareja.

## Filmografía

### Películas
| Año  | Título                                | Hangul           | Papel                                 | Notas        | Ref.   |
| ---- | ------------------------------------- | ---------------- | ------------------------------------- | ------------ | ------ |
| 2014 | A Fresh Start                         | 새출발           | Ji-hyeon                              |              | [ 3 ]  |
| 2017 | I Can Speak                           | 아이 캔 스피크   | Empleado público                      |              | [ 4 ]  |
| 2017 | Black Summer                          | 검은 여름        | Ji-hyeon                              |              | [ 5 ]  |
| 2017 | Room 7                                | 7호실            | Gerente del café                      |              | [ 6 ]  |
| 2018 | In Between Seasons                    | 환절기           | Han-sung                              |              | [ 7 ]  |
| 2018 | Mothers                               | 당신의 부탁      | Oficial de policía                    |              |        |
| 2018 | Park Hwa Young                        | 박화영           | Miembro del grupo de Sang-sik         |              | [ 8 ]  |
| 2018 | The Witness                           | 목격자           | Repartidor de periódicos              |              |        |
| 2018 | Autumn, Autumn                        | 춘천, 춘천       | Ji-hyun                               |              | [ 9 ]  |
| 2019 | Inseparable Bros                      | 나의 특급 형제   | Ahn Nyung-yi                          |              |        |
| 2019 | The King's Letters                    | 나랏말싸미       | Estudioso del confucianismo           |              |        |
| 2019 | Kim Ji-young: Born 1982               | 82년생 김지영    | Byung-shik                            |              |        |
| 2020 | Dust-Man                              | 더스트 맨        | Tae-san                               |              | [ 10 ] |
| 2020 | Somewhere in Between                  | 국도극장         | Hombre de la foto del Teatro Nacional |              |        |
| 2020 | Somewhere in Between - Director's Cut | 국도극장: 감독판 | Hombre de la foto del Teatro Nacional |              |        |
| 2020 | Sparrow                               | 제비             | Lee Ho-yeon                           |              | [ 11 ] |
| 2021 | Ghost Image                           | 유령 이미지      | Jung-hoo                              |              | [ 12 ] |
| 2021 | Los amantes del mañana                | 내일의 연인들    |                                       | Cortometraje | [ 2 ]  |
| 2022 | Highway Family                        | 고속도로 가족    |                                       |              | [ 13 ] |
| 2022 | Everyone's Lover                      | 만인의 연인      |                                       |              | [ 13 ] |
| 2023 | Swallow                               | 제비             | Ho-yeon                               |              | [ 14 ] |
| 2023 | Sus aficiones                         | 그녀의 취미생활  | Gwang-jae                             |              | [ 15 ] |
| 2025 | Yadang: The Snitch                    | 야당             | Oh Jae-cheol                          |              | [ 16 ] |

### Series de televisión
| Año     | Título                    | Papel          | Canal        | Notes                       | Ref.          |
| ------- | ------------------------- | -------------- | ------------ | --------------------------- | ------------- |
| 2016    | A Dance From Afar         | Kim Jung-bin   | KBS2         | Drama Special , 1 ep.       | [ 17 ]        |
| 2018-19 | Sky Castle                | Jeon Jin-man   | jTBC         |                             | [ 18 ]        |
| 2019    | Search: WWW               | Choi Bong-ki   | tvN          |                             | [ 19 ]        |
| 2020    | A Piece of your Mind      | Bae Jin-hwan   | tvN          |                             | [ 20 ]        |
| 2020    | The King: Eternal Monarch | Rookie         | SBS, Netflix |                             |               |
| 2021    | The Veil                  | Wie Goo-pyung  | MBC          |                             | [ 21 ]        |
| 2021    | Mouse                     | Gu Dong-gu     | tvN          |                             | [ 22 ]        |
| 2022    | The Empire                | Wang Jung-jin  | jTBC         |                             | [ 23 ]        |
| 2023    | The Kidnapping Day        | Choi Taek-gyun | ENA          |                             | [ 24 ]        |
| 2024    | The Auditors              | Lim Jeong-yoon | tvN          | Aparición especial, ep. 5-6 | [ 25 ] [ 26 ] |

### Series web
| Año  | Título          | Papel        | Canal        | Ref.   |
| ---- | --------------- | ------------ | ------------ | ------ |
| 2022 | Estamos muertos | Kim Woo-shin | Netflix      | [ 27 ] |
| 2022 | Anna            | Seon-woo     | Coupang Play | [ 28 ] |

### Vídeos musicales
| Año  | Título     | Artista      | Duración | Ref.   |
| ---- | ---------- | ------------ | -------- | ------ |
| 2018 | Between Us | Lee Moon-sae | 3:25     | [ 29 ] |

## Premios y nominaciones
| Año  | Premio                               | Categoría             | Resultado | Ref.  |
| ---- | ------------------------------------ | --------------------- | --------- | ----- |
| 2015 | Shanghai International Film Festival | Nuevo Talento de Asia | Nominado  | [ 8 ] |